# Ringland (Angleterre)
Pour les articles homonymes, voir Ringland.
Ringland est un village et une paroisse civile du Norfolk, en Angleterre. Il est situé dans la vallée de la Wensum (en), à une dizaine de kilomètres au nord-ouest de la ville de Norwich. Administrativement, il relève du district de Broadland.

## Toponymie
Ringland est un nom d'origine  vieil-anglaise désignant les terres cultivées (land) appartenant à la famille ou à l'entourage d'un homme appelé *Rȳmi. Il est attesté pour la première fois dans le Domesday Book, compilé en 1086, sous la forme Remingaland.

## Démographie
Au recensement de 2011, la paroisse civile de Ringland comptait 250 habitants.

## Culture locale et patrimoine
L'église paroissiale de Ringland, dédiée à saint Pierre, remonte aux XIVe et XVe siècle, à l'exception de sa tour occidentale, qui date du XIIIe siècle. Elle constitue un monument classé de grade I depuis 1961.